# Certificat de formation générale
Pour les articles homonymes, voir CFG.
Le certificat de formation générale (CFG) est un diplôme français de niveau 3[réf. souhaitée] qui certifie l'acquisition de connaissances de base et des capacités d'insertion sociale et professionnelle. Ce diplôme concerne les élèves  en section d'enseignement général et professionnel adapté (SEGPA), en établissement régional d'enseignement adapté (EREA), en unité localisée pour l'inclusion scolaire (ULIS) ou en institut médico-éducatif (IME).

## Présentation
Le certificat de formation générale (CFG) est un diplôme français.
Il s'adresse notamment à des personnes sorties du système éducatif sans diplôme ou sans qualification professionnelle reconnue. C'est le premier niveau de diplôme de formation générale de l'Éducation nationale. Il a été institué en 1983.
Le certificat de formation générale concerne principalement des collégiens bénéficiant d'un enseignement adapté et des personnes qui ne sont plus soumises à l'obligation scolaire. Depuis la session 2011, le certificat de formation générale valide :
- l'aptitude à l'utilisation des outils de l'information ;
- l'aptitude à la communication sociale ;
- la capacité à évoluer dans un environnement social et professionnel.

Il garantit l'acquisition des compétences attendues en fin de cycle 3 du socle commun des connaissances et des compétences.
Ce n'est pas un diplôme professionnel, mais il permet aux candidats qui l'obtiennent de viser ensuite une qualification professionnelle. Il donne droit à des équivalences permettant de préparer un diplôme professionnel de niveau 3, notamment le certificat d'aptitude professionnelle (CAP). Avant le décret no 88-459 du 25 avril 1988 modifiant son acquisition et sa capacité de connaissances, le certificat était délivré aux élèves de 3e qui échouaient au Diplôme national du brevet de quelque points pour pouvoir accéder au lycée (généralement les lycées professionnels).
Il correspond aux droits et avantages accordés aux titulaires de l'ancien certificat d'études primaires, supprimé en 1989, qu'il remplace désormais.

## Candidats et épreuves
Le certificat de formation générale valide les connaissances générales en français et en mathématiques ainsi que les capacités d'insertion sociale et professionnelle des candidats. Les capacités à s’informer, à analyser une situation, à agir et à communiquer font partie de la grille d'évaluation. Les modalités de l'examen varient selon la situation du candidat, mais les critères d'évaluation restent identiques. 
Plusieurs types de candidats peuvent se présenter à l'examen :
1. Élèves scolarisés dans l'une des sections mentionnées à l'article D. 332-7 du code de l'éducation. Ces candidats ont 16 ans révolus dans l'année civile d'examen et sont en dernière année du cycle d’orientation des collèges : 3e d'insertion, 3e de Section d'enseignement général et professionnel adapté (Segpa) ou encore en 3e d'Établissement régional d'enseignement adapté (Érea). Les compétences requises pour l'obtention du diplôme sont validées en plusieurs étapes, avec d'une part un contrôle en cours de formation en français et en mathématiques, et d'autre part, le jour de l'examen, un entretien de vingt minutes devant un jury, basé sur le dossier d'un stage en entreprise suivi au cours de la formation.
2. Élèves handicapés scolarisés selon les dispositions prévues à l'article L. 112-1 du code de l'éducation.
3. Candidats scolarisés dans un établissement relevant du ministère de la justice.
4. Candidats qui ne sont plus soumis à l'obligation scolaire (tels des candidats stagiaires de la formation professionnelle continue).

Dans chaque académie, le recteur d'académie organise l'examen et délivre le diplôme.